# Соціалістичні правові системи
Соціалістичні правові системи — група правових систем, що вирізняються ідеологічними особливостями та склалися у СРСР після перевороту 1917 р., а також під його впливом у деяких інших державах.
Йдеться про держави, в яких після Другої світової війни були установлені соціалістичні та комуністичні режими.
Відрізняється пануванням державної власності на засоби виробництва, особливою системою політичного устрою з домінуванням комуністичної партії, запереченням різниці між публічним правом та приватним правом, а також концепцією права як сили, сприяє побудові комуністичного суспільства.

## Виникнення соціалістичних правових систем

### Історія становлення соціалістичних правових систем
- Саме слово «соціалістичний» зовсім неоднозначне, оскільки необхідно враховувати те, що його використовують різні політичні партії. Це стосується і словосполучень «соціалістичні країни» і «соціалістичні правові системи». Але говорячи про соціалістичне право насамперед маємо на увазі Радянський Союз.
- На становлення соціалістичних правових систем значний вплив справила перша соціалістична правова система — радянська. Вона запропонувала конкретні зразки юридичних і інститутів, які в цілому послужили зразком до створення подібних інституцій у інших соціалістичних країнах. Такий вплив радянського досвіду знайшов своє відображення вже за часів розробки й створення перших конституційних законів у всіх соціалістичних державах.
- Шляхи виникнення соціалістичних правових систем були різноманітними, залежно від умов певної країни.
- Становлення радянської правової системи відбувалося надзвичайно швидко — протягом 1917-1930-х років.
- Правові системи більшості країн, які входили до соціалістичного табору, раніше відносились до романо-германської правової сім'ї, тому вони зберегли із нею зовнішню схожість. У обох правових сім'ях норма права завжди розумілася як загальне правило поведінки. Вони зберігали також колишню юридичну термінологію. Особливості соціалістичної правової системи виявилися настільки значними, що вона виділилася з романо-германської правової сім'ї та утворила самостійну правову сім'ю — спочатку у РРФСР — СРСР, потім у країнах Східної Європи (1945—1950 рр.) і Кубі (60-ті роки).
- Після Другої та Першої світових війн виникла східноазіатська група соціалістичної правової сім'ї — право КНР, Північної Кореї і В'єтнаму, — котра розвивалася з урахуванням середньовічного китайського права, що зумовило її своєрідність і особливе становище стосовно європейсько-американської групи соціалістичного права.[1]

### Ідеологічні основи
- Ідейну основу соціалістичних правових систем становив марксизм-ленінізм. Карл Маркс, Фрідріх Енгельс і Володимир Ілліч Ленін сформулювали основні характеристики соціалістичного права: його обумовленість соціально-економічним устроєм суспільства; класовість права, яка була зведена до волі економічно панівного класу.
- Ленінізм був особливо необхідний для визначення лінії поведінки в перехідний від капіталізму до комунізму період. Маркс і Енгельс не могли передбачити, в якій країні вперше відбудеться революція, яка призвела до влади марксистську партію, і яка буде обстановка в світі в цей момент і в подальшому. У працях Маркса було лише вказівку на те, що між капіталізмом і комунізмом повинен бути перехідний період. «Між капіталістичним і комуністичним суспільством лежить період революційного перетворення першого в друге. Цьому періоду відповідає і політичний перехідний період, і держава цього періоду не може бути нічим іншим, окрім як революційною диктатурою пролетаріату». Після завоювання влади треба було визначити, якими мають бути структура і завдання соціалістичної держави. Ленінізм як політична доктрина багато в чому розвинута і доповнена вченнями Маркса. Ленінізм спирається на марксизм і послідовно вірний йому. Він сприймає діалектику і філософію марксизму.
- У соціалістичних правових системах відбивались їхні соціальні цілі й класовий характер. Особливо підкреслювалося, що вони — це засіб висловлювання й закріплення інтересів робітничого класу всього трудового народу. Цілі, для досягнення яких спрямована правова система, і навіть кошти для її досягнення формулювалися в прийнятих правових актах.
- У радянській науці соціалістичний тип юриспруденції розглядався як історично найвищий щабель у розвитку права, що був запереченням експлуататорських типів права.
- У соціалістичній науці обстоювалася здатність права здійснювати значний зворотний вплив на розвиток соціально-економічних і політичних відносин. Обґрунтовувалися економічні, політичні та ідеологічні передумови необхідності права в соціалістичному суспільстві. Разом з тим гостро критикуючи «буржуазне» право і стверджуючи необхідність його революційного скасування, радянська ідеологія виступала за ліквідацію під час пролетарської революції будь-якого права взагалі.
- Соціалістична ідеологія та новий політичний устрій у державах цієї системи змінили економічну основу життя суспільства, посягаючи на приватну власність як таку. Такому глибокому перевороту в економічних відносинах неминуче відповідав так само глибокий правовий переворот, злам старого права та його інституцій.
- Ключову роль у державі, політичній системі, а отже і у впровадження описаних змін відігравала відповідна революційна партія, яка наділялася керівною та спрямовуючо роллю.
- У соціалістичних правових системах уперше в історії розробили юридичні форми для таких явищ, як колективна форма власності, державне управління економікою, планове ведення народного господарства.
- Роль соціалістичного права полягає не стільки в тому, щоб встановити певний порядок і принципи вирішення конфліктів, але перш за все в тому, щоб служити знаряддям перетворення суспільства, його руху до комуністичного ідеалу. Відкрито визнається, що право — це інструмент, який використовується владою держави, які в соціалістичних країнах (на відміну від «буржуазних»), будучи озброєні вченням марксизму-ленінізму, знають цілі, до яких потрібно дотримуватися у відповідності з об'єктивними закономірностями, що визначають розвиток суспільства. У права ті ж цілі, що і у політики. Економічний базис, який обумовлює соціалістичне право, а також властива цьому праву виховна роль рішуче відрізняють його від «буржуазного» права, яке діє як би наосліп, бо воно не спирається на таку основу, як марксистсько-ленінське знання.[2]

## Особливості радянської правової системи
Радянська правова система характеризується такими особливостями:
1. радянська правова система була пронизана офіційною ідеологією марксизму-ленінізму. Це наближало її до релігійних правових систем, оскільки вони також засновані на ідеології (тільки релігійній). У даній правовій системі ідеологізація яскраво виявлялась у соціально-класовому, а не строго юридичному підході до суб'єктів права. Ідеологізація правової системи виявлялася також у тому, що вона була прихильною усіляким політичним кампаніям, «судовим» процесам над «ворогами народу», орієнтувалась не на закон, та закріплені у ньому строгі юридичні критерії, а на загальний партійний дух — лінію партії, рішення її з'їздів тощо. Також ідеологізацію правової системи можна було побачити у прямому втручанні комуністичної партії в юридичну практику — правотворчість, правозастосування, юридичну освіту. Усі найважливіші посади у правоохоронних органах займали члени РКП (б), КПРС.
2. негативне ставлення правлячої верхівки, а згодом і вихованого у цьому дусі населення до права, вважаючи його вимушеним злом, що підлягає подоланню. Відразу після 1917 р. у радянській юридичній літературі право оцінювалось як контрреволюційний предмет, тобто, право ще більш небезпечне, аніж релігія, зілля тощо. Однак поступово радянська влада починає використовувати терміни право і держава, а також його потужні регулятивні можливості у своїх інтересах. Але названа особливість — правовий нігілізм — так і не була подолана у радянські часи.
3. абсолютне домінування інтересів держав над інтересами особистості. Злочини проти держави, проти державної власності карались найбільш суворо, тоді як злочини проти особистої власності практично не карались. Сфера приватного права була різко звужена — обсяг вільного розсуду приватних осіб обмежувався побутовими питаннями і сімейними відносинами. Публічно-правове регулювання, навпаки, стало панівним, переважаючим, всеохопним. У цілому, радянська правова система базувалась на ідеї зобов'язань людини перед державою. У правовідносинах цих об'єктів панував загально дозволений правовий режим для першого, та спеціально дозволеного для другого — громадянину можна було робити лише те, що йому дозволено державою.
4. судова система перебувала в повній залежності від партійно-державного керівництва, а її діяльність відрізнялася каральною спрямованістю проти інакомислячих, порушенням права обвинуваченого на захист, жорстокістю (розстріл за розкрадання соціалістичної власності в будь-яких формах і розмірах, кримінальна відповідальність за порушення трудової дисципліни, можливість застосування за ряд злочинів вищої міри покарання — розстрілу — для осіб з 12-річного віку). А до середини 50-х років широко практикувалисьпозасудові розправи, проводився масовий терор.
5. роль закону зводилася практично нанівець, оскільки загальні, принципові положення встановлювалися партійними директивами, а «технічні», конкретні питання соціально-правової регламентації вирішувалися у відомчих актах органів влади. Важливу роль відігравали секретні інструкції та вказівки партійних органів різного рівня, що ніде не публікувались.[3]

## Європейські соціалістичні правові системи
- На основі цього можна виділити дві групи європейських країн. Одна група постійно перебувала під впливом Західної Європи, між якими були тісні взаємини. Інша, навпаки, була відрізана протягом багатьох століть від інших країн, перебуваючи під тривалим турецьким пануванням.
- Право. У першій групі країн — Угорщині, Польщі, Чехословаччині, Хорватії, Словенії — розвивалося так, як у Німеччині, Австрії, Франції. У цих країнах існувала усталена юридична традиція: право розглядалося як одна з фундаментальних основ суспільства, особи юридичної професії були шанованими його членами. У другій групі країн — в Албанії, Болгарії, Румунії, Сербії — право історично розвивалося інакше. Як і Росія, ці країни довгий час відчували на собі вплив Візантії, а не Західної Європи. У Балканських країнах турецька окупація протягом століть паралізувала розвиток права. Наприкінці XIX — початку XX в. після завоювання незалежності Балканські країни використовували досвід як Центральної, так і Західної Європи.
- У зв'язку з аграрною реформою, націоналізацією промисловості приймались нові закони. Окремі країни використовували старе законодавство, але лише у тому випадку, якщо воно відповідало новим завданням. Так, у Румунії продовжували діяти більшість нормативних актів довоєнного часу. Найважливіші з них: Цивільний кодекс 1864 р., Торговий кодекс 1887 р., Кооперативний закон 1924 р., Водний закон 1924 р. Також було скасовано фашистське законодавство. Деякі країни застосовували і норми колишнього приватного права, пов'язані з товарним виробництвом, і окремі старі норми, наприклад, норми кримінального і адміністративного права.
- Варто зазначити і те, що скасування норм старого права частіше за все проводилось не законодавчим шляхом, а у процесі правоохоронної діяльності державних органів (з допомогою рішень щодо конкретних справ, наприклад рішень Верховного суду в Угорщині, які мали основоположне значення).
- На етапі становлення соціалістичного права у країнах нормотворча діяльність судових органів була дуже активною. На відміну від СРСР, у європейських соціалістичних країнах збереглась наступність в області судової практики. Так, до 90-х польська судова практика продовжувала опиратись на довоєнну.
- Таким чином, на початковому етапі становлення правової системи у розвинених соціалістичних країнах тривалий час існувало своєрідне «двовладдя» у сфері права. Така необхідність була зумовлена: 1) для того, щоб під час зародження нової правової системи не утворився великий юридичний вакуум; 2) щоб соціалістичне право могло застосовувати демократичні елементи, які були багаті на юридичні традиції.
- Європейські соціалістичні правові системи характеризувалися єдністю їх складових. Про поділі права на галузі за зразок всім зарубіжним соціалістичним правовим системам служило радянське право. Однак все ж існували розбіжності у розбудові системи права у різних соціалістичних країнах, особливо при поділі права на галузі.
- Цивільні кодекси існували не в усіх соціалістичних країнах. У багатьох країнах (Болгарія, Албанія) кодифікація цивільного права відбувалась у вигляді прийняття кількох законів. Так, у Болгарії громадянсько-правові відносини регулювались згідно законів. багатьох країнах (Болгарія, Албанія) кодифікація громадянського права відбувалася у вигляді прийняття кількох законів. Найважливішими були закони про спадщину 1949 р., закони про зобов'язання та угоди 1950 р., закони про право громадян на власність 1973 р. Останній визначав максимальні розміри нерухомості на одну особу. Громадянсько-правові відносини в Албанії також регулювалися лише окремими законами, такими як закон про власність 1955 р., закон про державні підприємства 1954 р. Єдиним албанським кодексом був Кодекс законів про родину 1965 р.
- Для соціалістичного цивільного права характерне, по-перше, однакове регулювання майнових відносин, а по-друге, виділення таких самостійних галузей, як трудове й сімейне право. У Польщі всупереч принципу єдності громадянського права діяла значна частина Торгового кодексу 1934 р., саме та, що стосується торгових товариств. Цей Кодекс застосовувався тривалий час. У Чехословаччині діяло три кодекси: Цивільний кодекс 1964 р., регулюючий відносини соціалістичних організацій з громадянами у сфері послуг і майнових відносини між громадянами; Господарський кодекс 1964 р., регулюючий майнові відносини між соціалістичними організаціями, і навіть деякі питання господарського управління; Кодекс міжнародної торгівлі 1963 р., регулював договори у сфері зовнішньої торгівлі.
- У Югославії громадську власність відповідно до Конституції 1974 р. було передано у безпосереднє відання об'єднань трудящих і єдиним власником всього неподільного фонду була сама держава. Державні ж підприємства і організації мали певні права на власність, що була закріплена за ними і якою вони володіли у процесі діяльності.
- Усі соціалістичні країни Європи здійснювали соціалістичні перетворення в сільському господарстві через кооперативне виробництво. Отже, для всіх країн характерне було виділення сільськогосподарського кооперативного права у самостійну галузь права.